# Gulo gulo
Il ghiottone o volverina (Gulo gulo Linnaeus, 1758) è un mammifero carnivoro della famiglia dei mustelidi, diffuso nelle zone artiche di Europa, Asia, America. Rappresenta l'unica specie ascritta al genere Gulo (Pallas, 1780).

## Tassonomia
Inizialmente ascritto da Linneo prima al genere Ursus col nome di Ursus luscus e poi al genere Lutra col nome di Lutra luscus, le analisi genetiche hanno mostrato agli studiosi che i generi più prossimi al ghiottone (Gulo) sono Martes, la martora, ed Eira, il tayra; il ghiottone s'è differenziato dal loro antenato comune in Eurasia alcuni milioni di anni fa. Da qui, attraverso la Beringia, i ghiottoni raggiunsero l'America settentrionale, espandendovisi a macchia d'olio.
Nell'ambito della specie, vengono, fin dai tempi della prima classificazione linneana, generalmente distinte due sottospecie:
- Gulo gulo gulo, la sottospecie nominale, diffusa in Eurasia;
- Gulo gulo luscus, diffusa in Nord America.

Tradizionalmente, vengono classificate altre quattro sottospecie di ghiottone (Gulo gulo albus Kerr, 1792 e Gulo gulo katschemakensis Matschie, 1918 diffuse in Kamčatka, Gulo gulo luteus Elliot, 1904 nelle Montagne Rocciose e Gulo gulo vancouverensis Goldman, 1935 endemica dell'isola di Vancouver), tuttavia la loro validità è contestata. Allo stesso tempo, alcuni autori ritengono che le differenze fra le due sottospecie principali non siano sufficienti a differenziarle fra loro, proponendone la soppressione e rendendo il ghiottone una specie monotipica, mentre altri sono per l'elevazione della sottospecie americana al rango di specie a sé stante col nome di Gulo luteus.
Il nome comune di questo animale altro non è che una traduzione del suo nome scientifico, che deriva dal latino gulo, per l'appunto "ghiottone", in virtù della grande voracità che esso mostra nel nutrirsi.

## Distribuzione e habitat
Il ghiottone ha distribuzione olartica: il suo areale va dalla Scandinavia alla Kamčatka attraverso i Paesi baltici, la Russia settentrionale, la Siberia, la Mongolia nord-orientale e la Manciuria in Eurasia, mentre in Nordamerica esso colonizza l'Alaska e la fascia costiera pacifica attraverso le Montagne Rocciose, la Catena delle Cascate e la Sierra Nevada settentrionale, con il lago Tahoe che rappresenta il punto più meridionale dell'areale, mentre ad est esso è diffuso in Canada, Quebec, Groenlandia e a sud fino al Michigan. In passato, questi animali erano diffusi anche in Europa centrale e meridionale (durante la glaciazione Würm), mentre in tempi più recenti li si trovava anche più a sud del loro areale attuale in America, fino all'Indiana e alla Pennsylvania.
L'habitat d'elezione di questi animali sono le zone artiche di tundra e taiga, oltre alle foreste di conifere e le zone montuose a clima alpino.

## Descrizione

### Dimensioni
Un ghiottone maschio adulto può misurare fino a 120 cm di lunghezza, cui si sommano fino a 26 cm di coda, un'altezza alla spalla di 30–45 cm ed un peso che può eccezionalmente raggiungere i 32 kg, rimanendo di solito attorno ai 20; la femmina è fino a un terzo più piccola del maschio, misurando in media 65 cm di lunghezza più 17 cm di coda e pesando in genere meno di 20 kg. Queste dimensioni ne fanno il più grande fra i mustelidi terrestri, mentre la lontra marina e la lontra gigante raggiungono dimensioni ancora maggiori in seno alla stessa famiglia.

### Aspetto

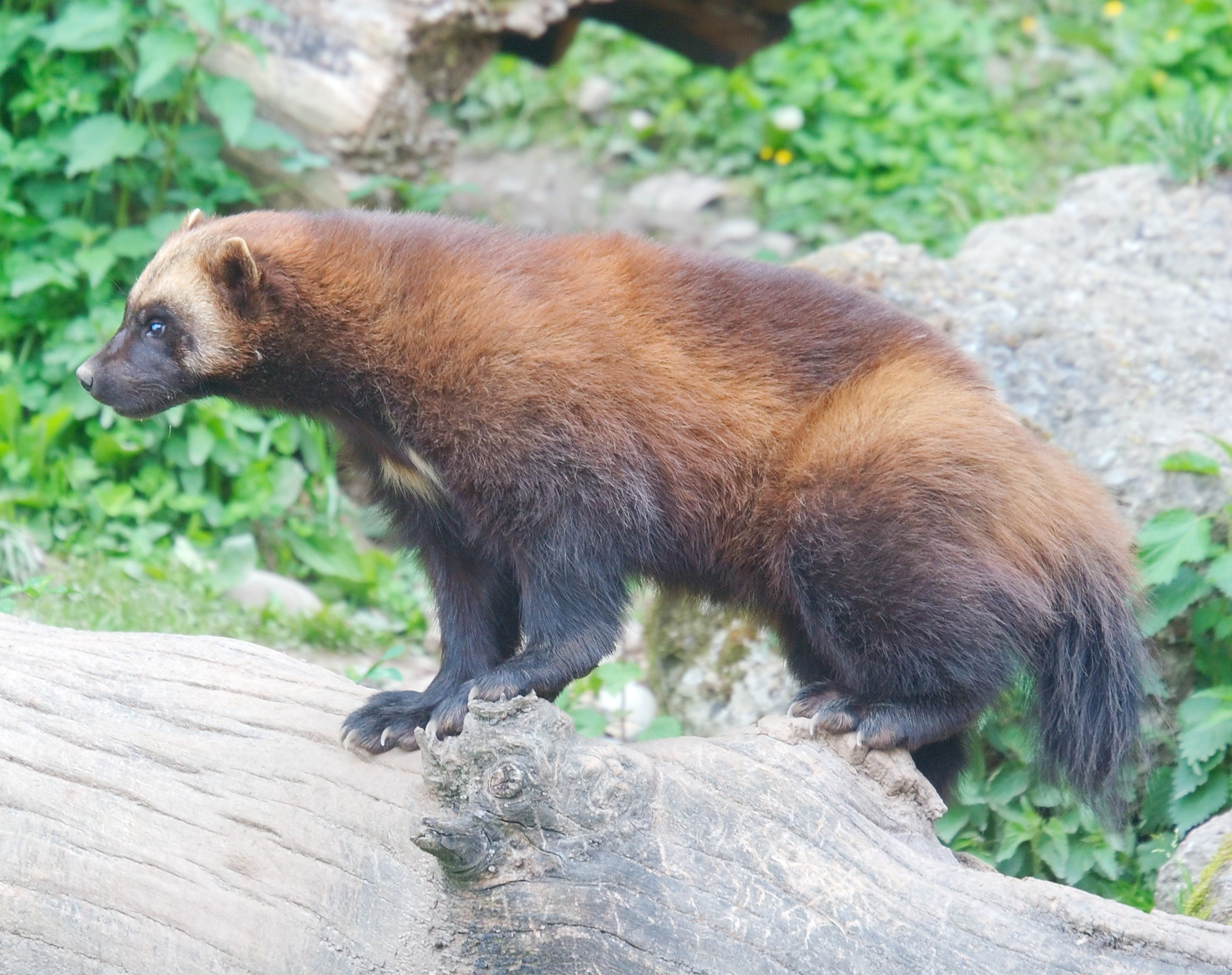
Un ghiottone in cattività mostra un'area più chiara sul petto.

Il ghiottone ha un aspetto tozzo e robusto, con zampe corte e forti dalla pianta larga, che gli consentono di correre sulla neve senza affondarvi: ciascuna zampa possiede cinque dita, ognuna delle quali è sormontata da un artiglio lungo e ricurvo, semi-retrattile. Questi animali hanno andatura semi-plantigrada, similmente a quanto osservabile negli orsi e nei primati, appoggiando il proprio peso corporeo principalmente sul metatarso.
Il collo è allungato e muscoloso, la testa appare piccola e dall'aspetto ursino, con muso allungato e piccole orecchie arrotondate: essa viene portata solitamente bassa dall'animale, così come la coda.

La mandibola è dotata di una muscolatura possente, che consente al ghiottone di sprigionare col morso una forza tale da spezzare un femore di renna: all'interno della bocca trovano spazio 38 denti con conformazione tipica da carnivoro, coi canini lunghi e appuntiti e dei molari superiori dalla forma caratteristica, comune anche ad altre specie di mustelidi, ruotata ad angolo retto verso l'interno della bocca, in maniera tale da consentire all'animale di strappare pezzi di carne anche da prede congelate.
La pelliccia, lunga e folta, ha un aspetto unto dovuto alla sua idrorepellenza, che la rende impermeabile e resistente al gelo e per tale motivo l'ha resa in passato piuttosto pregiata fra i cacciatori e i pionieri che si avventuravano nelle terre artiche, che ne facevano anorak. Essa è di colore bruno su tutto il corpo, più scuro sulle zampe, ventre e coda: su di essa spicca una banda più chiara di colore beige che, partendo dal garrese, attraversa le reni e raggiunge l'attaccatura della coda, e la cui estensione muta a seconda delle popolazioni (ad esempio nei ghiottoni americani tale banda è più sfumata e tendente al grigiastro in rapporto a quanto osservabile nei ghiottoni eurasiatici, dove appare più netta e tendente al dorato) ed anche da individuo a individuo. Il muso è anch'esso di colore bruno scuro, a volte con riflessi argentati, e solitamente sulla fronte è presente una banda più chiara che la delimita a mo' di mascherina: alcuni esemplari di ghiottone presentano inoltre una o più macchie biancastre su petto o gola.
La coda appare piuttosto corta e irsuta: essa cela alla sua radice due ghiandole anali che secernono una sostanza dal caratteristico odore molto pungente, che l'animale utilizza per marcare il territorio e per segnalare la propria disponibilità all'accoppiamento.

## Biologia
Si tratta di animali dalle abitudini strettamente solitarie, che delimitano con urina, feci e secrezioni delle ghiandole anali territori assai estesi (fino a 1.000 chilometri quadrati nei maschi, non più di 350 chilometri quadrati di estensione per quanto riguarda le femmine, che spesso sono compresi almeno in parte in uno o più territori maschili) che percorrono incessantemente anche al ritmo di 40-50 chilometri al giorno. I ghiottoni hanno abitudini catemerali, ossia alternano quattro ore di veglia a quattro ore di riposo in cavità naturali o in semplici buche che l'animale scava nella neve o nel terreno: durante l'estate, essi mostrano picchi di attività nelle ore in cui il sole è più basso.

### Alimentazione
Il ghiottone è un animale tendenzialmente carnivoro, che si nutre perlopiù di prede di dimensioni medio-piccole come lepri, piccoli roditori, castori, galliformi, ursoni, oche e marmotte: essi sono però in grado di cacciare con successo anche cervidi come renne, caprioli, cervi della Virginia, cervi mulo, wapiti e alci, animali grandi anche cinque volte un ghiottone di media taglia. In caso di necessità, questi animali non esitano a cacciare anche altri predatori (altri mustelidi, linci, volpi e cuccioli di lupo e coyote) al fine di nutrirsene, sebbene questo avvenga solo in caso di periodi di magra. I ghiottoni, infatti, tendono a concentrarsi su prede relativamente facili da cacciare, come animali domestici, chiusi in recinti, intrappolati, malati o impacciati dalla neve alta. Come in quasi tutti i mustelidi, anche nel ghiottone è presente il fenomeno della predazione in eccesso, ossia la tendenza a cacciare più di quanto necessario per l'immediato in caso di grande disponibilità di cibo, comportamento questo che causa gravi danni ad esempio in caso di attacchi a pollai o greggi. Spesso il cibo in eccesso viene nascosto in buche nel terreno, sotto i sassi o in cavità di alberi nelle quali viene conservato per poi servirsene durante i periodi di magra, ritrovato grazie allo sviluppatissimo olfatto.

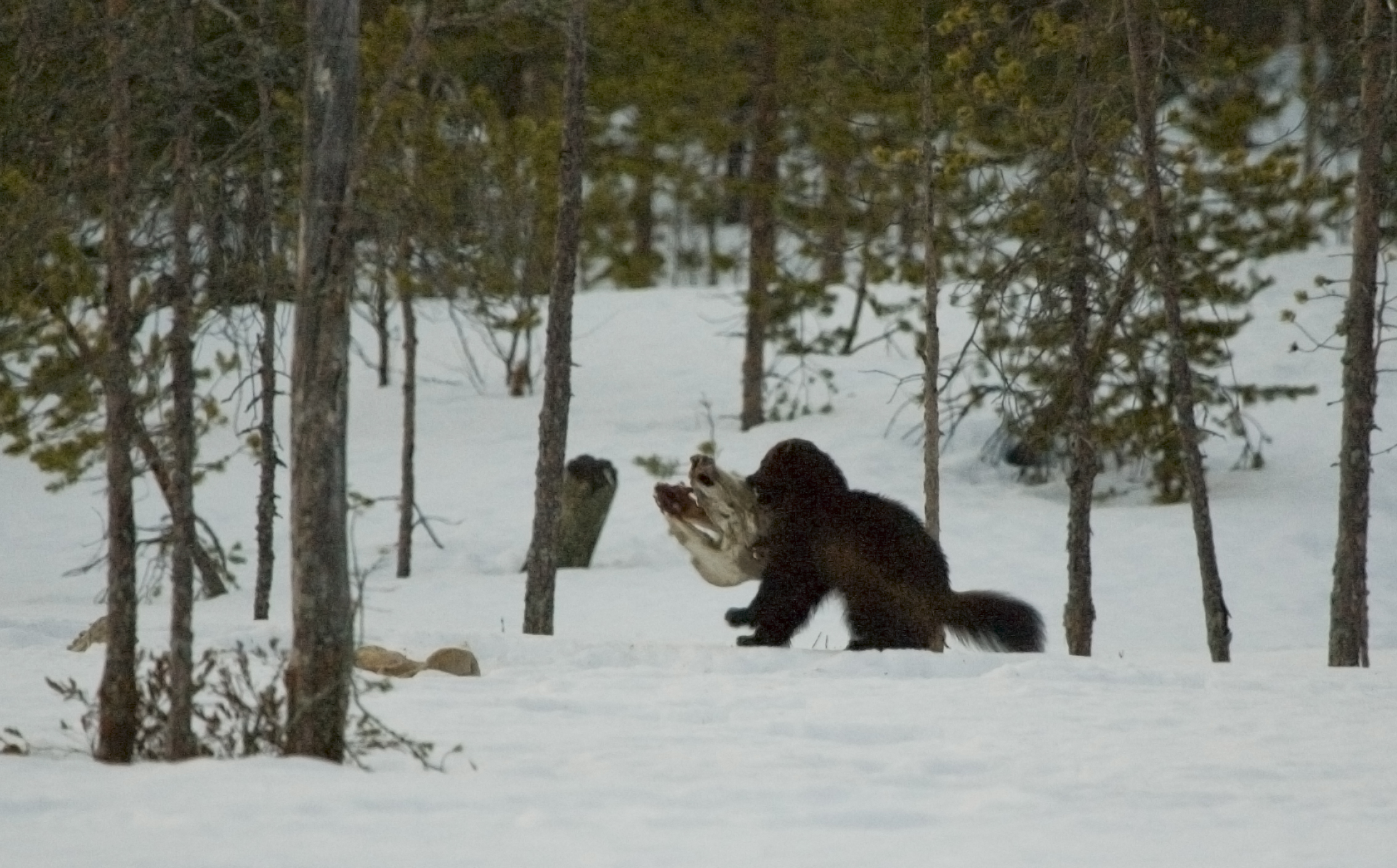
Un ghiottone si nutre di una carcassa di cavallo in Finlandia.

Una grande parte della dieta del ghiottone, soprattutto durante l'inverno e la primavera e soprattutto nelle popolazioni nordamericane, è costituita da carcasse, che l'animale localizza grazie all'olfatto: le popolazioni scandinave di questi animali sono invece più spiccatamente cacciatrici, forse in risposta alla rarefazione di altri grandi predatori (come orsi e lupi) nell'area, che lascia loro ben poche carcasse di cui nutrirsi. Questi mammiferi possono inoltre integrare la propria dieta con uova, radici, larve d'insetti, frutta e bacche. Durante il pasto essi appaiono particolarmente voraci, comportamento questo che ha fruttato al ghiottone sia il proprio nome volgare, sia il nome scientifico ed è dovuto in massima parte al fatto che negli ambienti frequentati da questi animali il cibo tende a scarseggiare e ad essere conteso con altri predatori.
Per ottenere o difendere il proprio cibo, i ghiottoni si dimostrano particolarmente aggressivi e coraggiosi, aggredendo e mettendo in fuga anche orsi adulti o branchi di lupi. Ciononostante, non è raro che essi cadano a loro volta preda di orsi bruni, orsi polari, tigri siberiane e branchi di lupi, al punto tale che, in alcune aree dove questi sono molto diffusi e ben rappresentati, il ghiottone tenda a essere più raro..

### Riproduzione

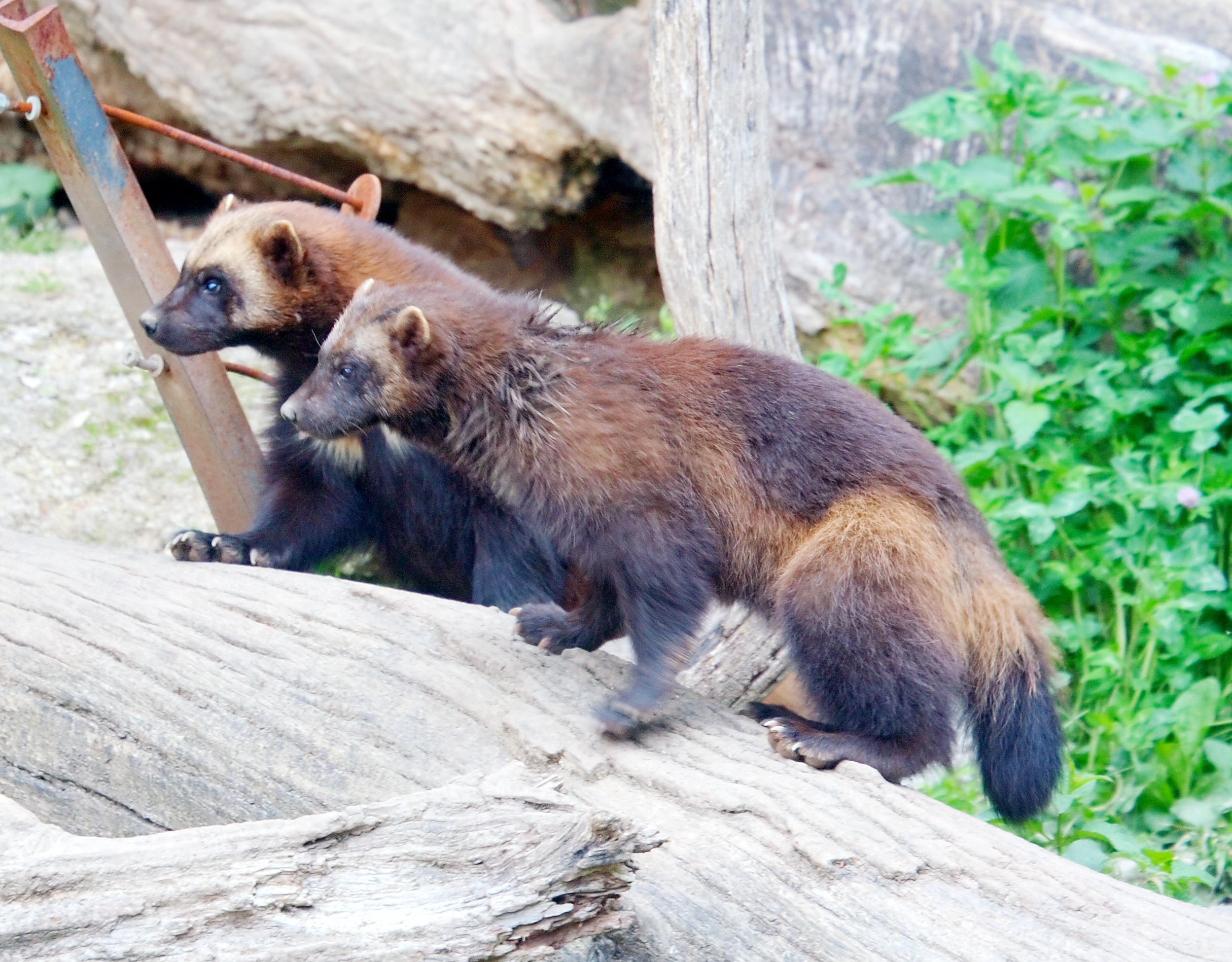
Coppia di ghiottoni in cattività.

La stagione degli amori va da aprile ad agosto: i maschi formano coppie permanenti con le 2-3 femmine il cui territorio si sovrappone al proprio o è in esso compreso, cogliendone la disponibilità all'accoppiamento dai segnali odorosi sparsi ai confini del territorio e passando con loro i giorni dell'estro per evitare che esse si accoppino con altri maschi. Dopo la fecondazione, l'embrione allo stadio di blastocisti va in diapausa per tutto l'autunno e parte dell'inverno, impiantandosi col cambio delle ore di luce: in caso di inverni particolarmente rigidi l'impianto dell'embrione (e quindi la gravidanza) non avviene.
La femmina partorisce solitamente fra gennaio e aprile, dopo 30-50 giorni di gestazione effettiva: in prossimità del parto, essa comincia a foderare rozzamente cavità naturali o tane abbandonate di altri animali con erba, muschio e pelo, adibendole a tane. La cucciolata consta in genere di 2-3 piccoli del peso alla nascita di 85 g ciascuno, che la madre accudisce da sola allattandoli per circa 8-10 settimane e tenendoli con sé anche dopo lo svezzamento (che viene completato attorno ai tre mesi di vita), fino al compimento del primo anno d'età, quando essi hanno già raggiunto la taglia adulta e sono in grado di cacciare da soli. Il padre visita sporadicamente la femmina e i piccoli prima dello svezzamento, e attorno ai sei mesi di vita spesso i giovani cominciano a seguirlo nei suoi spostamenti per tratti più o meno lunghi. La maturità sessuale viene raggiunta dai giovani a 2 o 3 anni di vita.
La speranza di vita dei ghiottoni si aggira, in natura, attorno ai 5-7 anni, con punte di oltre 13, mentre in cattività essi superano facilmente i 10. Si ha anche notizia di una femmina che abbia raggiunto i 17 anni.

## Conservazione

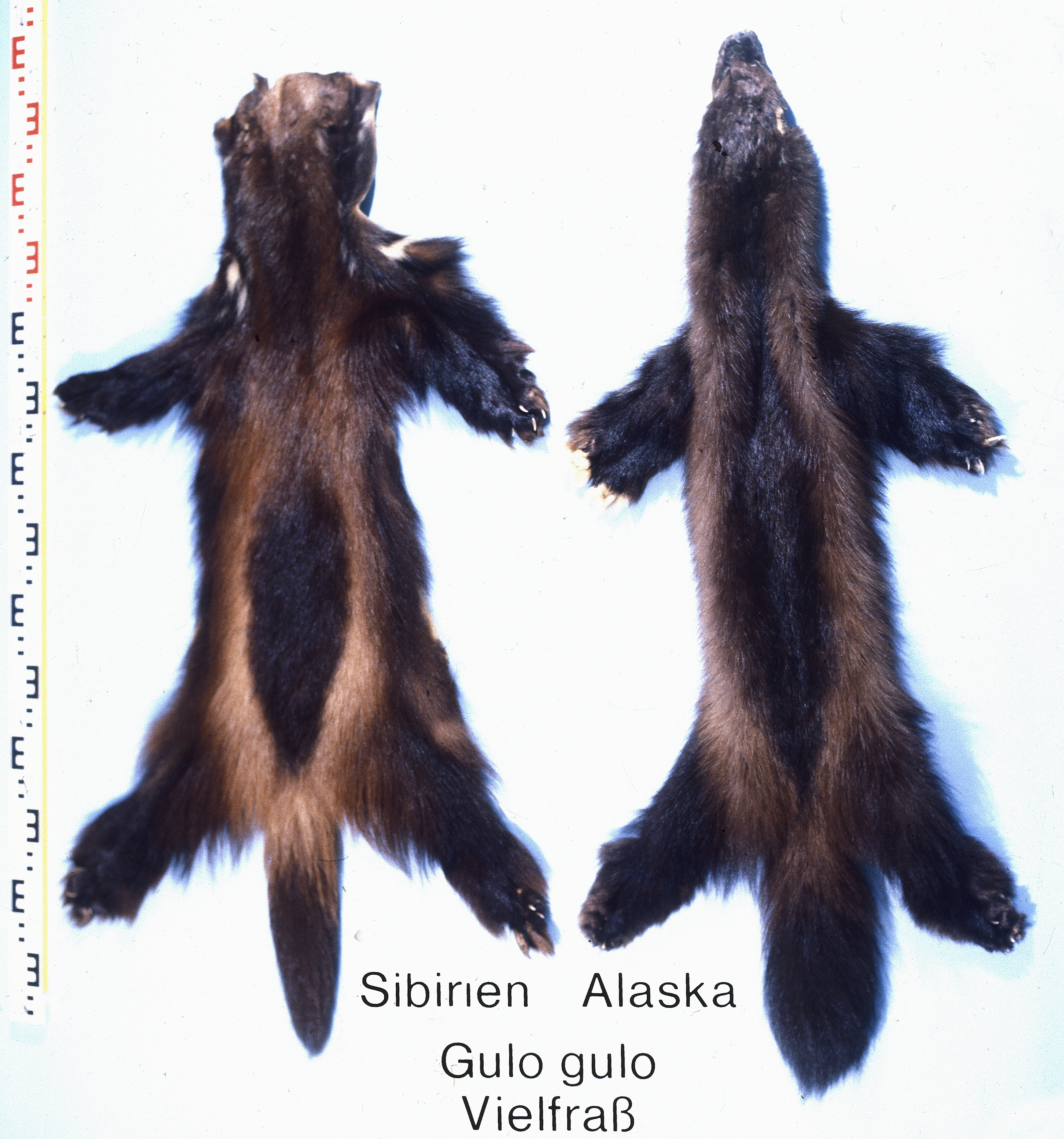
Due pelli di ghiottone, a sinistra un esemplare siberiano e a destra un esemplare preso in Alaska.

Il numero totale di ghiottoni è incerto e difficile da determinare: essi sono animali naturalmente rari e dalle abitudini solitarie, coi singoli individui che necessitano di ampi territori e si spostano continuamente, caratteristica che li rende molto suscettibili alla pressione demografica.
Il ghiottone è stato in passato oggetto di una caccia spietata sia per la pelliccia, sia per i danni inflitti agli allevamenti, oltre che per la sua tendenza a sabotare le trappole dei cacciatori cibandosi degli animali catturati. Altro fattore che contribuisce al declino della popolazione di questi animali è il riscaldamento globale, che distrugge le aree con copertura nevosa durevole fino alla tarda primavera, dove questi animali svernano.

Di conseguenza, il suo numero è molto diminuito negli ultimi decenni e la specie appare in calo di esemplari nella stragrande maggioranza del proprio areale, tranne che in Svezia e nell'Ontario, dove sono state varate severe politiche di protezione che, alle sanzioni per l'uccisione, accompagnano il rimborso dei danni causati dalle scorribande di questo animale.
Nello stesso tempo, la grande mobilità del ghiottone ha fatto sì che alcuni esemplari abbiano ricolonizzato aree in cui questa specie era scomparsa da tempo, come la California o il Colorado. Negli zoo europei e americani dimorano circa un centinaio di ghiottoni; la riproduzione in cattività di questi animali non è risultata eccessivamente difficile, sebbene sussista ancora un'elevata mortalità della prole.

## Il ghiottone nella cultura di massa

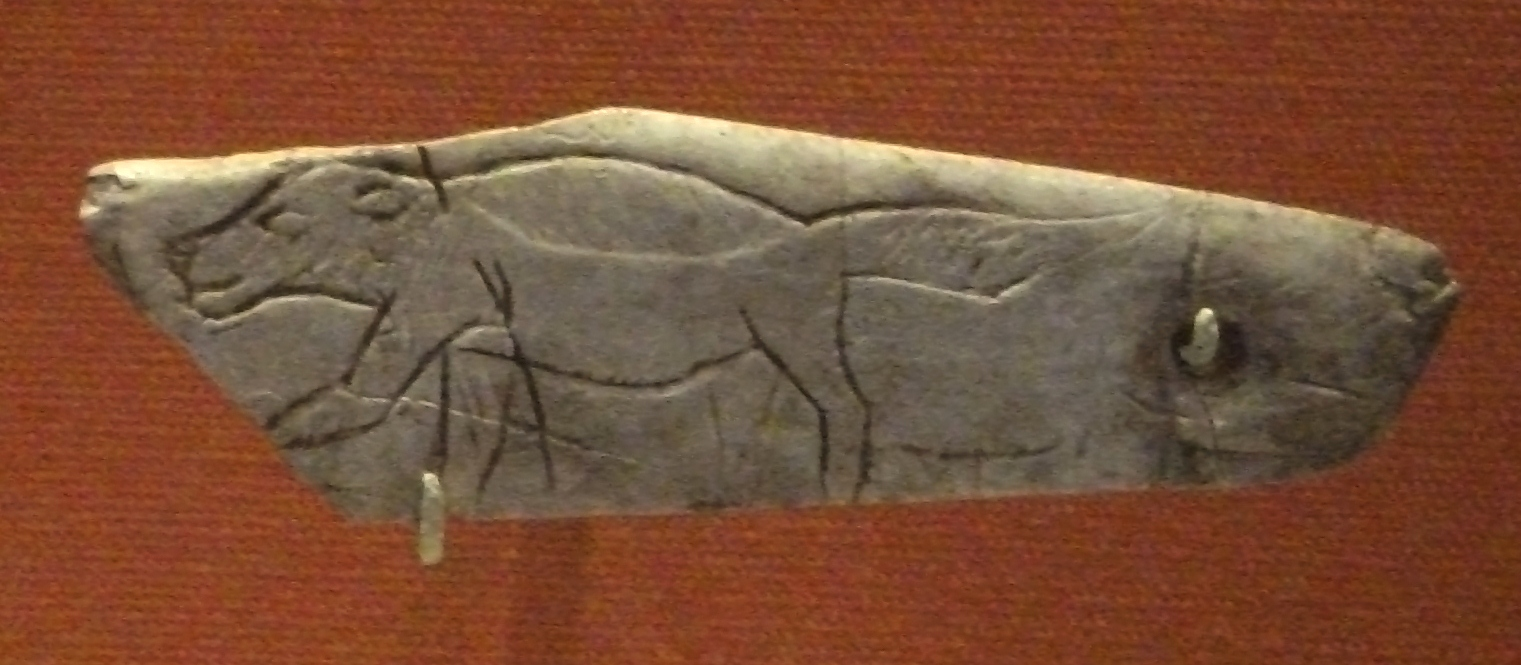
Pendente d'osso raffigurante un ghiottone ritrovato a Les Eyzies-de-Tayac-Sireuil, in Francia.

Il ghiottone è molto presente nella cultura delle popolazioni che con esso sono in contatto: è infatti una figura cardine della mitologia del popolo Innu della penisola del Labrador, mentre per i Sami è vietato pronunciare il nome di questo animale, che viene associato a creature diaboliche anche a causa della tendenza ad uccidere più prede del necessario.
L'animale è fortemente presente anche nella cultura dello stato del Michigan: è infatti la mascotte dell'Università del Michigan e i volontari di Detroit che servirono nella Michigan Brigade al comando di George Armstrong Custer durante la Guerra civile americana si chiamavano Wolverines. L'origine dell'associazione fra il Michigan e i ghiottoni, che peraltro sono molto rari nello Stato, non è ancora chiara: essa potrebbe essere legata al grande traffico di pelli che passava per Sault Ste. Marie durante il XIX secolo, oppure al temperamento irascibile dei primi coloni.
James "Logan" Howlett, supereroe dei fumetti Marvel Comics, è noto con il soprannome Wolverine: è infatti di bassa statura ma tenace, aggressivo, dotato di artigli e abbastanza testardo da affrontare nemici fisicamente più grossi di lui. Nel film X-Men le origini - Wolverine viene spiegato che il personaggio sceglie questo nuovo nome di battaglia per via di un racconto narratogli dalla sua compagna.
Il wrestler Chris Benoit era soprannominato "The Rabid Wolverine" ("il ghiottone rabbioso") per via del suo stile particolarmente aggressivo e spericolato.
Nel film Alba rossa, i ragazzi che si ribellano all'invasione sovietica si fanno chiamare Wolverines.